# Pundamilia
Pundamilia – rodzaj słodkowodnych ryb okoniokształtnych z rodziny pielęgnicowatych (Cichlidae).

## Występowanie
Gatunki endemiczne Jeziora Wiktorii w Afryce.

## Klasyfikacja
Gatunki zaliczane do tego rodzaju:
- Pundamilia azurea
- Pundamilia igneopinnis
- Pundamilia macrocephala
- Pundamilia nyererei
- Pundamilia pundamilia

Gatunkiem typowym jest  Pundamilia pundamilia.

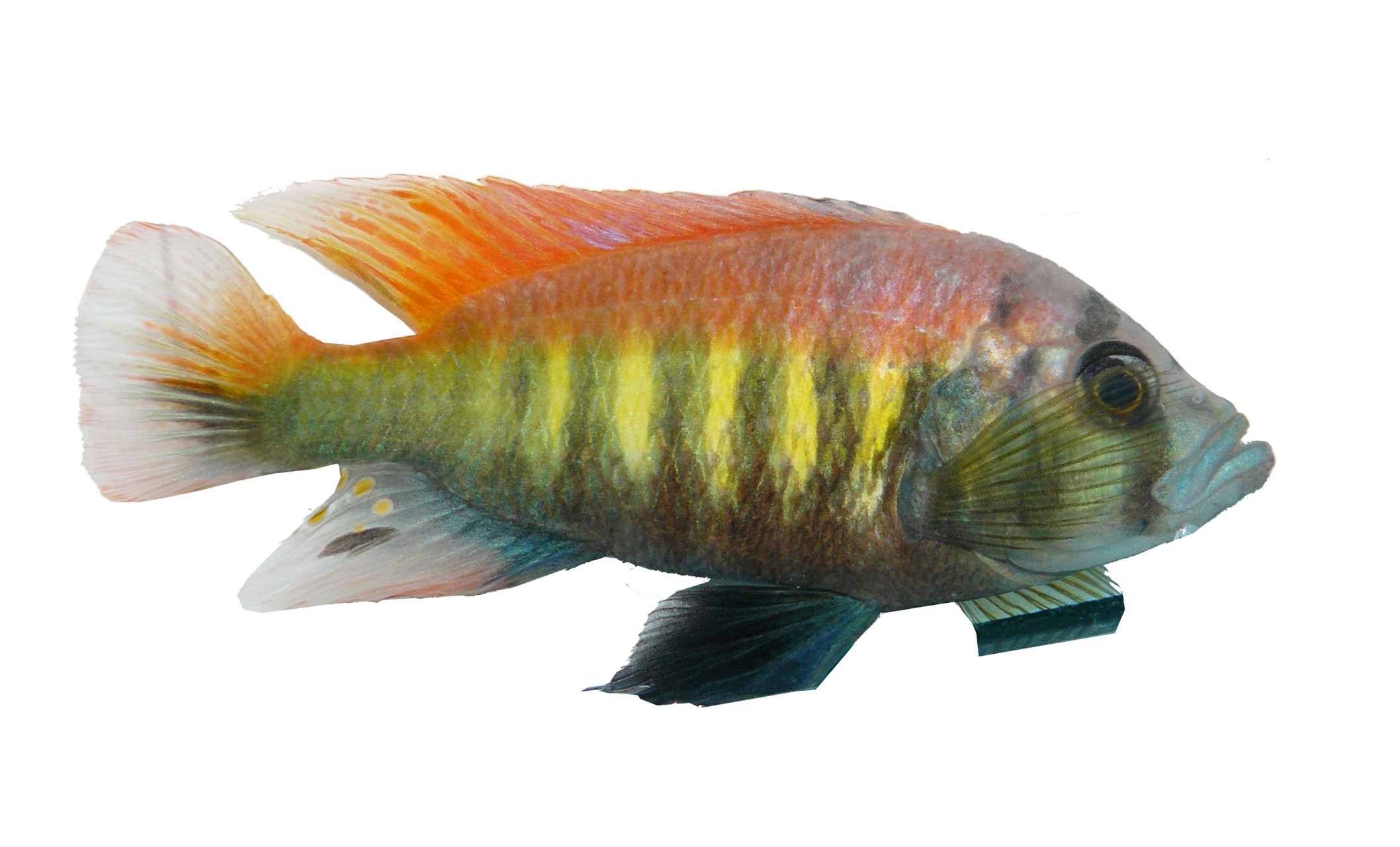
Pundamilia nyererei